# Vřískot 3
Vřískot 3 (v anglickém originále Scream 3) je americký hororový film z roku 2000, v pořadí třetí snímek ve stejnojmenné sérii. Režie se opět ujal Wes Craven.

## Děj
Pod změněným jménem se Sidney Prescottová usadila v horské chatě v Monterey a naprosto se od okolí izoluje. Pracuje na lince krizového centra pro ženy. Avšak jednoho Hollywoodského filmaře napadlo se inspirovat těmito otřesnými událostmi, které Sid prožila a rozhodne se natočit film. Natáčení ale začne terorizovat vrah se známou maskou, jehož hlavním cílem je hlavně traumatizovaná Sidney.